# Droga krajowa B18 (Niemcy)
Droga B18 (niem. Bundesstraße 18, B 18) – niemiecka droga krajowa przebiegająca na osi wschód - zachód w Bawarii.
Wraz z zakończeniem budowy autostrady federalnej A96, B18 została przeklasyfikowana na drogę krajową niższej kategorii (niem. Landesstraße) oraz drogę powiatową. Miała 22 km długości.

## Miejscowości leżące przy B18

### Badenia-Wirtembergia
Roggenzell, Neuravensburg, Schwarzenbach, Hiltensweiler, Wangen im Allgäu, Kißlegg, Leutkirch im Allgäu.

### Bawaria
Weißensberg, Memmingen, Holzgünz, Westerheim, Erkheim.